# 매직아일랜드 (서울)

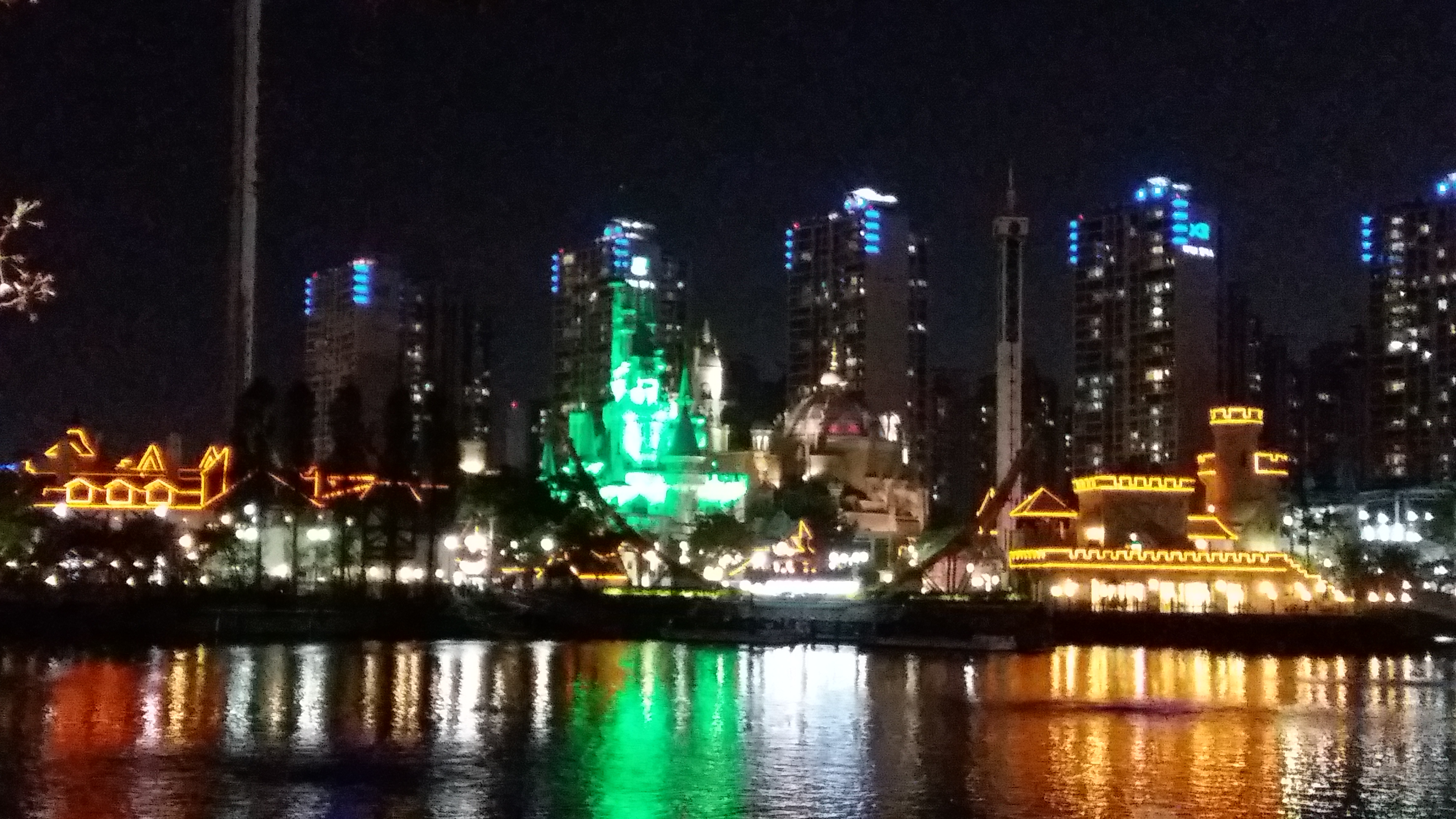
잠실호수교에서 바라본 매직아일랜드

매직아일랜드는 석촌호수공원 서호에 있는 인공섬이다. 롯데월드의 일부로, 섬 내부에 롯데월드의 놀이기구들이 있다.

## 같이 보기
- 석촌호수공원
- 롯데월드
- 아트란티스 (롤러코스터)